# Saint-Sulpice (Ain)
Saint-Sulpice és un municipi francès, situat al departament de l'Ain i a la regió d'Alvèrnia-Roine-Alps. El 2017 tenia 257 habitants.